# Hans-Hubertus von Stosch
Hans-Hubertus Friedrich Wilhelm von Stosch (* 3. November 1889 in Prenzlau; † 28. April 1945) war ein deutscher Seeoffizier, zuletzt Vizeadmiral der Kriegsmarine.

## Leben

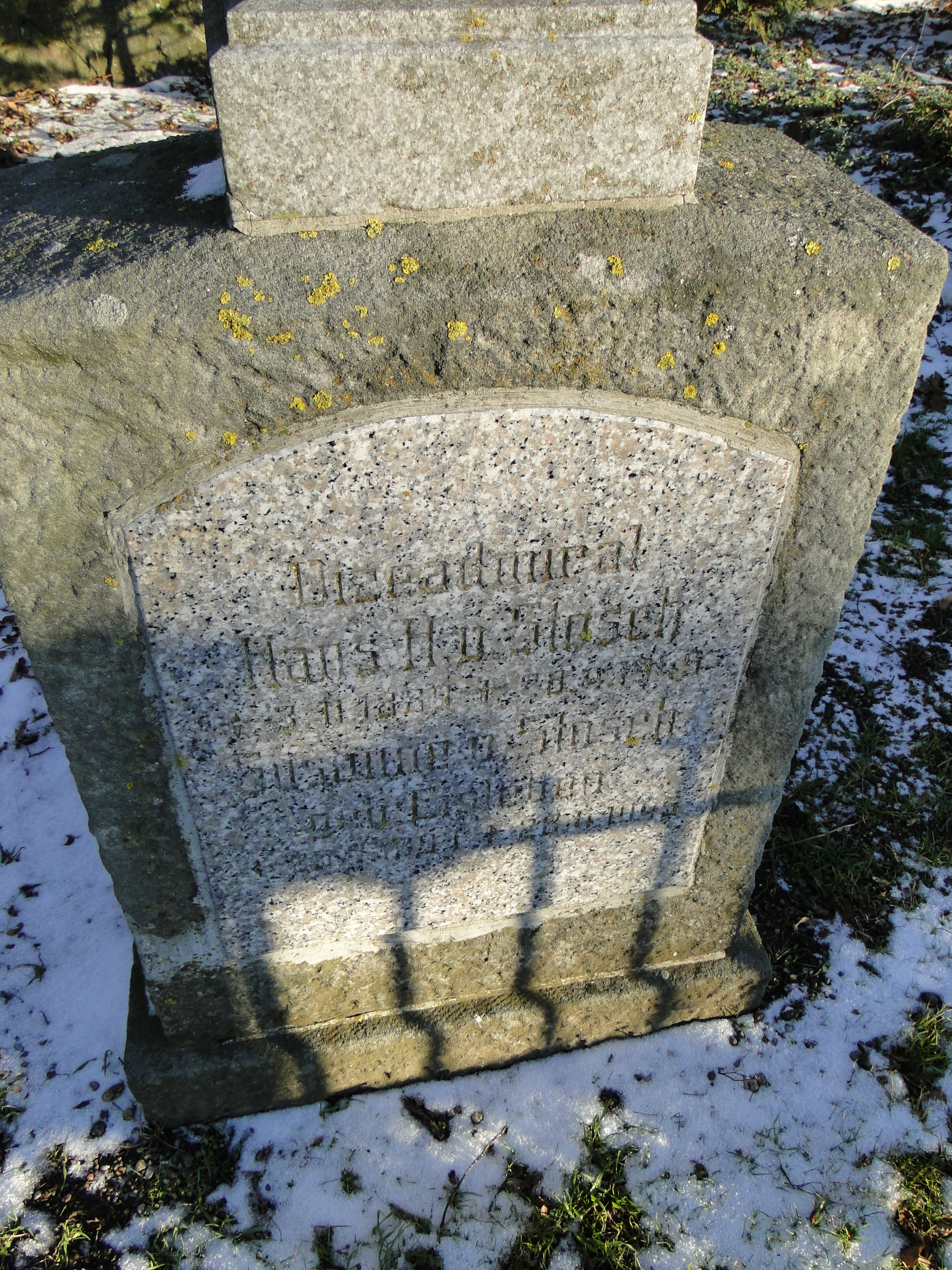
Grab von Hans-Hubert von Stosch in Luebbersdorf

### Herkunft
Stosch entstammt dem zweiten Ast der I. Linie des Adelsgeschlechts von Stosch. Er war der einzige Sohn (neben drei Töchtern) vom Friedrich Wilhelm von Stosch (1850–1898) und Fennimor, geb. Fiebelkorn (* 25. Mai 1867).

### Werdegang
Stosch trat im April 1908 in die Kaiserliche Marine ein und wurde im Januar 1912 zum Leutnant zur See befördert. Er diente u. a. 1913 auf der Helgoland und später auf der Derfflinger. Als Beobachtungsoffizier der Derfflinger wurde er für seine Teilnahme an der Schlacht am Skagerrak wie acht weitere Besatzungsmitglieder mit dem Eisernen Kreuz I. Klasse ausgezeichnet. Im Juli 1918 wurde er Wachoffizier auf der Bremse. Anschließend war er bis Kriegsende Artillerieoffizier auf der Bremse. Am 22. November 1919 wurde er als Oberleutnant zur See entlassen.
Am 27. August 1920 wurde er im Charakter eines Kapitänleutnants für die Reichsmarine reaktiviert. Zum Korvettenkapitän wurde er am 1. Mai 1927 befördert. Bis 1934 wurde er Kapitän zur See.
In der Kriegsmarine war er als Konteradmiral von Oktober 1937 bis Februar 1941 Festungskommandant von Nordfriesland/Küstenbefehlshaber Nordfriesland. Anschließend wurde er einziger Marinebefehlshaber A, welcher aus dem Stab des Küstenbefehlshaber Nordfriesland gebildet worden war, und später Marinebefehlshaber Griechenland wurde. Im Juli 1941 wurde aus dem Marinebefehlshaber Griechenland der Admiral Ägäis aufgestellt und Stosch blieb in dieser Position bis Ende September 1941. Die Dienststelle übergab er an Vizeadmiral Erich Förste und wurde zum Vizeadmiral befördert. Es folgte seine Versetzung in das Artilleriewaffenamt. Dort war er von Februar 1942 bis Januar 1943 Chef der Amtsgruppe für Beschaffung, Verwaltung und Nachschub von Artilleriewaffen und Munition, Nebel- und Gasschutzgerät, Artilleriearsenale (AWa C). Vom 13. Januar 1943 bis 22. Juni 1943 war er als Vizeadmiral Küstenbefehlshaber Deutsche Bucht.

### Familie
Am 29. August 1918 heiratete er Susanne (Susi) Eisleben (* 26. Juli 1899). Das Paar hatte zwei Kinder:
- Hans-Jobst (* 2. Juni 1919)
- Elisabeth-Barbara (* 8. Oktober 1922)

## Werk
- Noch ein Wort zum Festtag unseres Meisters. In: M.O.V.-Nachrichten aus Luv und Lee, Nr. 6, März 1924.